# Чикуанова, Анна Фёдоровна
Анна Фёдоровна Чикуанова (урожденная Крюковская; не ранее 1809 — 1889) — российский педагог; начальница Одесского женского института благородных девиц.

## Биография
Родилась в семье Фёдора Васильевича (1782—1868) и Софьи Петровны Крюковских. Её сестра, Софья Фёдоровна (после 1809—?), была замужем за декабристом Н. Н. Оржицким. 
Получив воспитание в Екатерининском институте благородных жевиц, Анна Крюковская, вскоре после его успешного окончания, вышла замуж за Александра Семёновича Чикуанова (князя Чикуани), который занимал довольно видное место в Санкт-Петербурге.
Благодаря своему довольно обеспеченному в материальном отношении положению, супруги могли завести довольно обширный круг знакомств, причем гостиная их всегда была средоточием выдающихся художников, литераторов и артистов того времени. В числе последних бывал у Чикуановых и композитор Антон Григорьевич Рубинштейн, женившийся впоследствии на Вере Александровне (1841—17.09.1909) — одной из дочерей Чикуановых. Чикуановы владели имением в селе Глубокое Новгородской губернии.

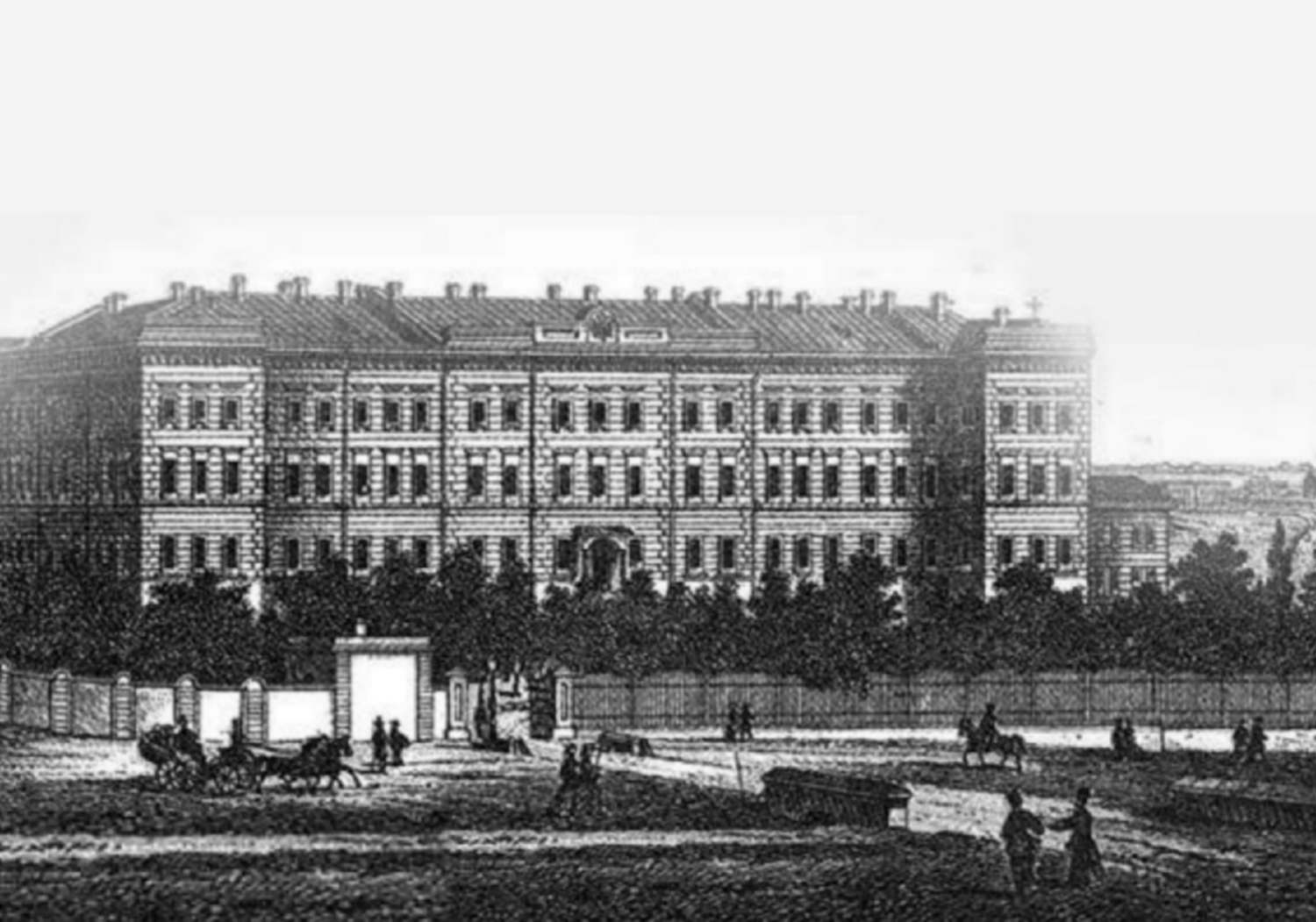
Одесский институт благородных девиц

В 1865 году её муж вышел в отставку, а 12 февраля 1866 года (по старому стилю) А. Ф. Чикуанова подала на имя императрицы Марии Александровны прошение о назначении её начальницей какого-либо института; просьба была уважена и она была зачислена кандидаткой. Назначенная 12 августа 1870 года начальницей Керченского института благородных девиц, она по освобождении вакансии, была переведена на ту же должность в Одесский институт благородных девиц, где прослужила она более пятнадцати лет и, по словам «Одесского вестника», не раз удостаивалась «получать подарки и благодарность от императрицы за прекрасное руководство институтом». 
Скончалась в начале октября 1889 года в Одессе и была похоронена на местном кладбище.